# Hysteropterum angusticeps
Hysteropterum angusticeps är en insektsart som beskrevs av Lethierry 1874. Hysteropterum angusticeps ingår i släktet Hysteropterum och familjen sköldstritar. Inga underarter finns listade i Catalogue of Life.